# Вербове (Логойський район)
Вербове — (біл. вёска Вербье), село (веска) в складі Логойського району розташоване в Мінській області Білорусі, підпорядковане Швабській сільській раді.

## Відомі люди
- Мороз Геннадій Сергійович

Село Вербове розташоване в центральних районах Білорусі, у північній частині Мінської області - орієнтовне розташування [Архівовано 11 червня 2020 у Wayback Machine.].